# Расулова, Мухарам Расуловна
Мухарам Расуловна Расулова (1926—2006) — советская учёная-ботаник, кандидат биологических наук (1959), член-корреспондент Академии наук Таджикской ССР (1981), директор Института ботаники АН ТаджССР (1976—1988).

## Биография
Родилась 17 июня 1926 года в городе Худжанд. Училась в Ленинабадском государственном педагогическом институте (ныне — Худжандский государственный университет), окончила его в 1947 году.
С 1952 года Мухарам Расулова училась в аспирантуре Академии наук Таджикской ССР, в 1959 году защитила диссертацию кандидата биологических наук.
Принимала активное участие в создании «Флоры Таджикистана», в соавторстве с Буляк Абдрахмановной Шариповой обработала для неё ряд родов сложноцветных и бобовых растений.
С 1962 года являлась заместителем директора Института ботаники АН ТаджССР (ныне — Институт ботаники, физиологии и генетики растений АН Республики Таджикистан), с 1966 по 1976 и с 1988 по 1991 год заведовала сектором систематики и географии растений. В 1976—1988 годах возглавляла Институт ботаники.
Опубликовала свыше 200 научных работ. В 2001 году награждена Почётной грамотой Академии наук Республики Таджикистан.

## Некоторые научные работы
- Расулова М. Р. Определитель однолетних бобовых Таджикистана / отв. ред. П. Н. Овчинников. — Душанбе, 1967. — 128 с.
- Расулова М. Р., Икрамова М. М., Трофимова Е. П., Щуб С. С. Химический состав и питательная ценность бобовых Таджикистана / отв. ред. Х. Х. Каримов. — Душанбе, 1980. — 55 с.

## Растения, названные именем М. Р. Расуловой
- Astragalus rassulovae Podlech, 1993
- Cirsium rassulovae B.A.Sharipova, 1989